# Nœud fibré

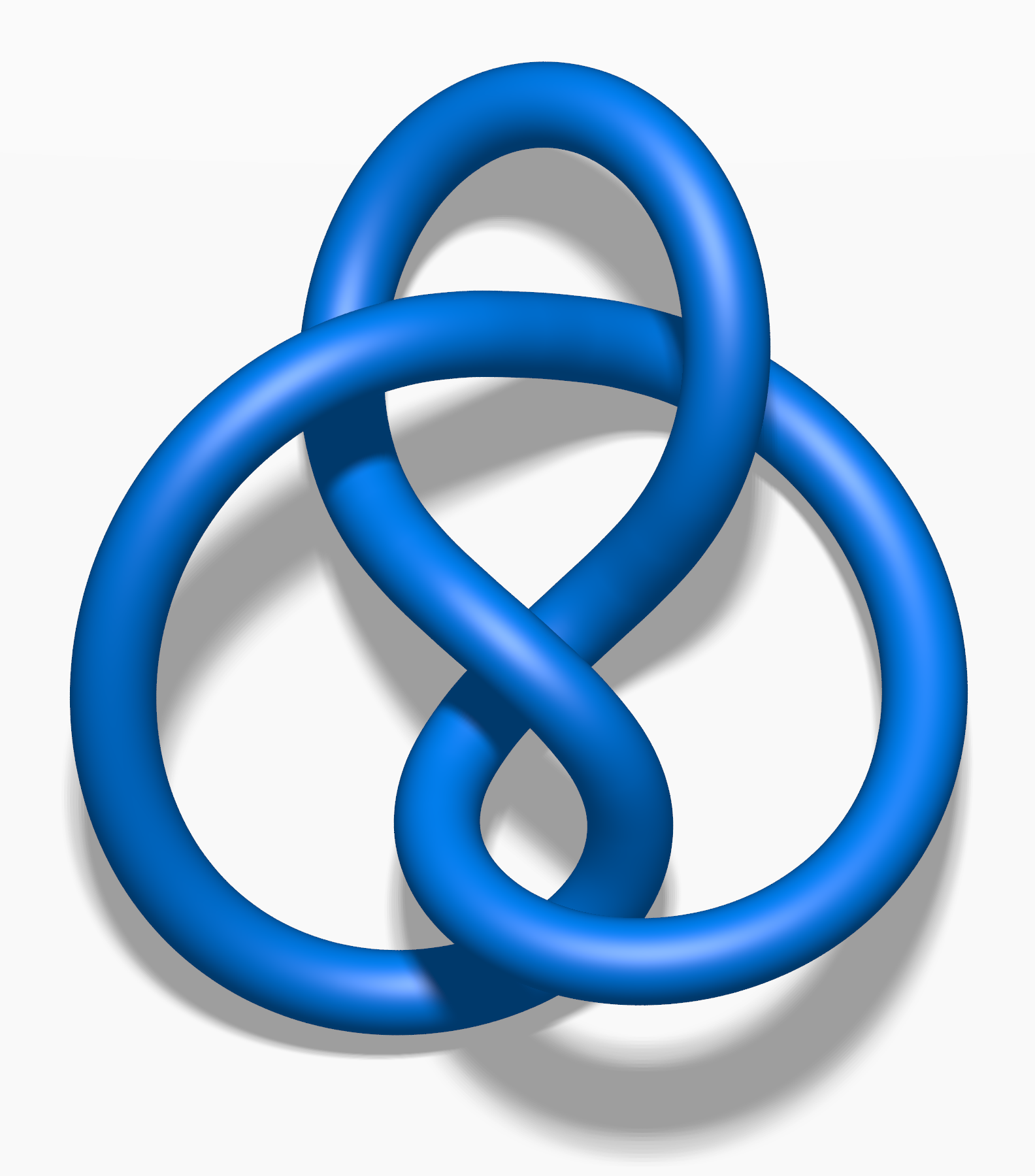
Le nœud en huit est un nœud fibré.

En théorie des nœuds, un nœud ou un entrelacs K sur la sphère tridimensionnelle S3 est dit fibré s'il existe une famille à un paramètre Ft de surfaces de Seifert, toutes de bord K, où t parcourt les points du cercle unité S1, de sorte que, si s est différent de t, l'intersection entre Fs et Ft est exactement K.
Par exemple :
- le nœud trivial, le nœud de trèfle et le nœud en huit sont des nœuds fibrés ;
- l'entrelacs de Hopf est un entrelacs fibré.

Les nœuds et entrelacs fibrés apparaissent naturellement, mais pas uniquement, en géométrie algébrique complexe. Par exemple, chaque point singulier d'une courbe plane complexe peut être décrit topologiquement comme le cône sur un nœud fibré ou un entrelacs fibré appelé lacet de la singularité.  Le nœud de trèfle est le lacet de la singularité z2 + w3 ; le lacet de Hopf (s'il est orienté correctement) est le lacet de la singularité z2 + w2. Dans ces cas, la famille des surfaces de Seifert est un aspect de la fibration de Milnor (en) de la singularité.
Un nœud est fibré si et seulement s'il est la reliure d'un livre ouvert de S3.
Si un nœud est fibré, alors son polynôme d'Alexander (normalisé) est unitaire (ce qui fournit de nombreux exemples de nœuds non fibrés, comme : tous les nœuds twistés (en) sauf le nœud trivial, le nœud de trèfle et le nœud en huit). La réciproque est fausse en général, comme le montre l'exemple du nœud de Bretzel (en) P(5, –3, 5), mais vraie pour un nœud alterné.